# ستيفانيا ساندريلي
ستيفانيا ساندريلي (بالإيطالية: Stefania Sandrelli)‏ هي ممثلة إيطالية، ولدت في 5 يونيو 1946 ولها العديد من الادوار المهمة وقد بدأت في مهنة التمثيل منذ الستينات. ولدت في فياريدجو، توسكانا في إيطاليا، وهي متزوجة من المغنى وكاتب الأغاني جينو باولي، وأبنتهما تدعى أماندا ساندريلي وهي من مواليد 1964، وهي أيضا ممثلة.

## وصلات خارجية
- ستيفانيا ساندريلي على موقع IMDb (الإنجليزية)
- ستيفانيا ساندريلي على موقع ميتاكريتيك (الإنجليزية)
- ستيفانيا ساندريلي على موقع روتن توميتوز (الإنجليزية)
- ستيفانيا ساندريلي على موقع ألو سيني (الفرنسية)
- ستيفانيا ساندريلي على موقع ميوزك برينز (الإنجليزية)
- ستيفانيا ساندريلي على موقع تيرنر كلاسيك موفيز (الإنجليزية)
- ستيفانيا ساندريلي على موقع أول موفي (الإنجليزية)
- ستيفانيا ساندريلي على موقع قاعدة بيانات الأفلام السويدية (السويدية)
- ستيفانيا ساندريلي على موقع إن إن دي بي (الإنجليزية)
- ستيفانيا ساندريلي على موقع قاعدة بيانات الفيلم (الإنجليزية)